# Під маскою «Чорної кішки»
«Під маскою „Чорної кішки“» — радянський двосерійний художній фільм 1990 року, знятий режисерами Олимом Іргашевим і Юсупом Разиковим.

## Сюжет
Кіноваріант в одній серії. Ташкент — місто хлібне для тисяч і тисяч втомлених від голоду і холоду воєнного часу. Але в цьому розрядженому просторі діють і злочинні угруповання. Ім'я однієї з таких банд — «Чорна кішка»…

## У ролях
- Шухрат Іргашев — Ядгар Шакіров, слідчий
- Дмитро Іосіфов — Іван Громов, фронтовик-розвідник
- Віктор Тереля — Вася Ротько, слідчий
- Зульхумор Мумінова — Шарофат
- Азім Саїдов — Азім, слідчий
- Лариса Вайнштейн — Людмила, експерт-криміналіст
- Іногам Адилов — Пардаєв, міліціонер
- Мухтар Найманбаєв
- Олена Кружиліна — Тая Коробова
- Петро Тін — Григорій Львович Цой
- Олександр Ликов — злодій (озвучив інший артист)
- Ельдар Муратов — Веніамін Круглов, завідувач більярдної
- Ольга Овчинникова — роль другого плану
- Аброр Шаріпов — роль другого плану
- Закір Мумінов — Юлдаш
- Азамат Іргашев — роль другого плану
- Геннадій Бессонов — роль другого плану
- Ілля Лиманський — роль другого плану
- Меліс Абзалов — Салім («Купець»)
- Раджаб Адашев — епізод
- Садріддін Зіямухамедов — епізод
- Джавлон Хамраєв — епізод
- Туті Юсупова — епізод
- Ходжіакбар Нурматов — епізод
- Діяс Рахматов — епізод
- Еркін Камілов — епізод
- Софія Горшкова — епізод
- Олена Шамсутдінова — епізод
- Валентина Юріна — Клавдія Андріївна, сестра Соні
- М. Бубнова — епізод
- Карім Мірхадієв — епізод
- Мукамбар Рахімова — епізод
- А. Султанов — епізод
- Аловуддін Абдуллаєв — епізод
- Гульрано Хакімова — епізод
- Станіслав Фалько — Степан Тіунов, сторож залізничного переїзду
- О. Абдусаїдов — епізод
- Олександр Шишкін — Веніамін Круглов, завідувач більярдної
- Костянтин Захарченко — епізод
- Ісхар Хішанло — епізод

## Знімальна група
- Режисери — Олим Іргашев, Юсуп Разиков
- Сценарист — Юсуп Разиков
- Оператор — Султан Мірзаахмедов
- Композитор — Анвар Ергашев
- Художник — Рафаель Сулейманов